# Psychidopsis kuldschaensis
Psychidopsis kuldschaensis är en fjärilsart som beskrevs av Franciscus J.M. Heylaerts 1883. Psychidopsis kuldschaensis ingår i släktet Psychidopsis och familjen säckspinnare. Inga underarter finns listade.